# Francisco de Melo

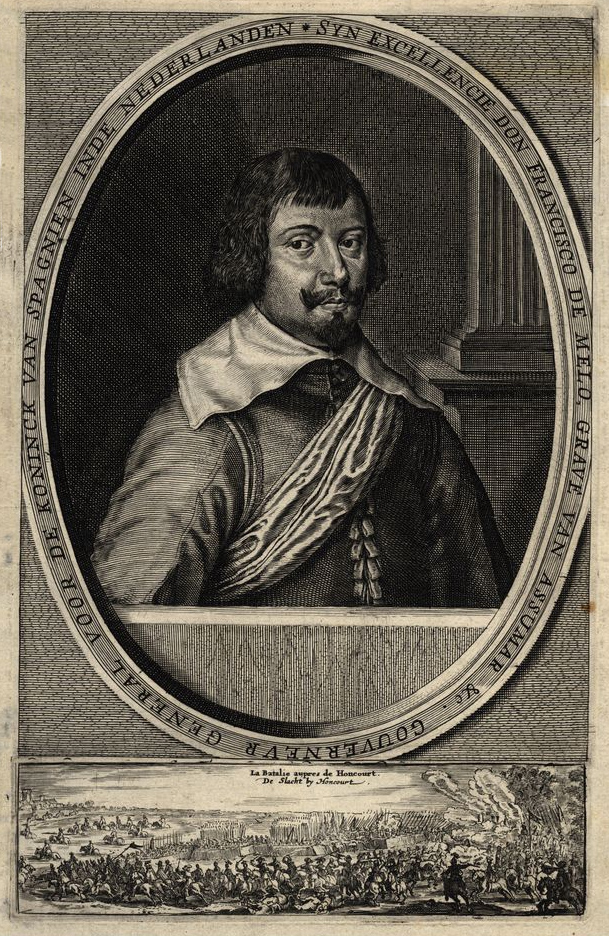
Francisco de Melo, Conde de Assumar

Don Francisco de Melo (* 1597 in Estremoz; † 1651), portugiesischer Marqués de Tor de Laguna, Conde de Assumar, war von 1641 bis 1644 interimsweise Statthalter der habsburgischen Niederlande.
1632 bis 1636 war er spanischer Botschafter in Genua. 1638 wurde er zum Vizekönig von Sizilien ernannt, zwei Jahre später zum Botschafter in Wien. Vor allem aber bleibt er wegen seiner historischen Niederlage in der Schlacht bei Rocroi 1643 in Erinnerung, die heute als Beginn des Niedergangs des spanischen Imperiums angesehen wird. Sein Sieg in der Schlacht bei Honnecourt im Jahr davor hingegen geriet fast völlig in Vergessenheit. 1647 bis 1649 schließlich war er Vizekönig von Aragón.